# Junge Akademie
La Junge Akademie de l'Académie des sciences de Berlin-Brandebourg (BBAW) et de la Leopoldina est une structure de recherche interdisciplinaire pour le soutien de la génération montante de jeunes scientifiques ; elle est portée par ces deux académies des sciences allemandes les plus anciennes.
L'Académie compte cinquante membres élus pour cinq ans ; ce sont de jeunes chercheurs et artistes de disciplines diverses issus de l'espace germanophone, et qui se consacrent à un parcours interdisciplinaire. Chaque année dix membres sont remplacés, à l'issue de leur présence de cinq ans, par dix nouveaux membres élus pour une durée de cinq ans. 
Au moment de sa fondation en l'an 2000, l'Académie était la toute première institution au monde consacrée à la promotion de la génération de jeunes chercheurs au niveau national. Depuis, d'autres académies nationales de jeunes chercheurs ont été créées sur ce modèle.

## Objectifs
La Junge Akademie a pour objectif à la promotion de la génération montante de jeunes chercheurs. Dans ce but, « elle encourage le discours interdisciplinaire entre jeunes chercheurs et chercheuses et elle soutient les initiatives à l’interface entre sciences et société ».

## Organisation
La Junge Akademie est représenté par trois instances : l'assemblée de ses membres (Plenum), le présidium et le conseil. Le siège de l’Académie est Berlin ; c'est le même bâtiment qui abrite l'Académie des sciences de Berlin-Brandebourg. Au siège se trouve l’administration. L'Académie est complètement indépendante, même si son budget est intégré dans celui de la Leopoldina.

### Les membres et leur élection
La Junge Akademie a exactement 50 membres. Ils viennent de tout l'espace germanophone et sont élus pour une durée de cinq ans. Une réélection n'est pas possible. Dix membres quittent l'académie chaque année, et dix nouveaux jeunes scientifiques la rejoignent. Chaque membre dispose d'un budget de recherche qui, pour les cinq ans, est d'environ 30 000 € pour soutenir des projets scientifiques communs.
Les conditions pour une élection sont une thèse de doctorat remarquable et au moins une autre publication scientifique d'excellence. La soutenance ne doit pas dater de plus de trois à sept ans au moment de la candidature. Les membres de la BBAW, de la Leopoldina et de la Junge Akademie peuvent proposer de nouveaux membres. En outre, la Junge Akademie cherche de nouveaux membres par des appels à proposition. Une application direct par le candidat est également possible.
L'élection des membres a lieu lors de l'assemblée plénière de l'Académie (Plenum) ainsi que par les deux académies tutélaires. L'âge moyen des membres est de 35 ans et la répartition par sexe est presque paritaire, sans qu'il existe de quota. La répartition par discipline entre sciences naturelles, sciences humaines et sciences sociales est également équilibrée. Les domaines de l'art et de l'architecture sont également représentés.

### Présidium
La Junge Akademie est dirigée par un présidium composé d'un porte-parole et de quatre autres membres de la Junge Akademie. Le porte-parole a le statut d'invité dans les comités dirigeants des deux académies tutélaires BBAW et Leopoldina. L'assemblée plénière des membres élit le présidium lors de sa session de printemps pour une durée d'un an.

### Conseil
Le conseil, fondé en 2002, accompagne la Junge Akademie du point de vue scientifique ; il est un organe de soutien et de conseil. Il est composé de sept membres qui sont nommés pour une période de trois ans et ont pour rôle de fournir à l'Académie des commentaires et des idées, et ils contribuent au travail de recherche interdisciplinaire par des conseils et des observations critiques ; ils encouragent les projets aux intersections entre science et politique, économie et culture,.

### Budget et financement
La Junge Akademie est une institution dont le budget figure depuis 2011 dans celui de la Leopoldina. Son budget annuel est actuellement d'environ 500 000 €. Il se compose des budgets de recherche des membres individuels, avec un montant d'environ 30 000 €  chacun, et des dépenses générales de l'Académie. Le financement est assuré pour l'essentiel par le ministère fédéral de l'Éducation et de la Recherche, pour le reste par les Länder concernés.

## Activités
La Junge Akademie choisit librement ses formes et ses lieux de travail. Cela signifie que les membres de la Junge Akademie ne reçoivent pas d'instructions, contrairement à d'autres académies. Ils décident eux-mêmes des projets interdisciplinaires à inscrire à l'ordre du jour. Ses membres se réunissent en assemblée plénière trois fois par an pour discuter de leurs projets de recherche actuels, pour décider des projets communs et des publications. En outre, il existe chaque année un atelier d'idées dans lequel les membres développent de nouvelles initiatives et projets.  Le travail scientifique se déroule souvent au sein des groupes de travail.

### Groupes de travail
Les groupes de travail sont mis en place lors de l'assemblée plénière de la Junge Akademie sur proposition des membres, en vue de la promotion de la coopération interdisciplinaire. Ils sont ouverts à tous les membres en fonction de leurs intérêts. Ils mènent conjointement des études, publient les résultats de leurs recherches et en organisent des symposiums et des événements culturels.
Depuis la fondation de la Junge Akademie, il y a eu plus de quarante de tels groupes interdisciplinaires. En plus de sujets relevant de la recherche scientifique, ils traitent également des questions d'intérêt général, en particulier dans les domaines de l'éducation et de la politique scientifique.

### Publications
La Junge Akademie publie un journal semestriel. Chaque numéro est consacré à un dossier spécifique qui est éclairé du point de vue de diverses spécialités scientifiques. De plus, le journal publie les comptes-rendus des activités, présente les nouveaux membres et énumère les résultats des divers groupes de travail. Les travaux des membres de la Junge Akademie donnent également lieu à des publications.

## AutresJunge Akademie
Au moment de sa fondation en 2000, l’Académie était la toute première institution de son type. Depuis, il existe d'autres académies nationales, notamment en Belgique, au Danemark, aux Pays-Bas, en Écosse, en Suède, en Afrique de Sud. La Junge Akademie sert parfois de modèle à la création ; ainsi, l'Académie royale néerlandaise des arts et des sciences a créé la Jonge Akademie d'après le modèle allemand. La Junge Akadémie a aussi participé de manière essentielle à la fondation de la Global Young Academy (de). La Global Young Academy a également son siège dans le bâtiment de la BBAW.
L’Université technique de Munich propose également un programme sous le titre Junge Akademie.